# Tokyo Metro série 2000
La série 2000 (2000系, 2000-kei) du Tokyo Metro est un type de rame automotrice exploitée depuis 2019 sur la ligne Marunouchi du métro de Tokyo au Japon.

## Description
La série 2000 a été conçue pour remplacer les rames vieillissantes de la série 02. Sa livrée rouge est inspirée des anciennes rames série 300 utilisées lors de l'ouverture de la ligne Marunouchi en 1954.
L'espace voyageurs se compose de banquettes longitudinales. Les voitures sont climatisées et dotées de vitres rondes aux extrémités. Elles disposent également de prises de courant permettant aux passagers de recharger leurs appareils mobiles.

## Histoire
La première rame est entrée en service le 23 février 2019.

## Galerie photos

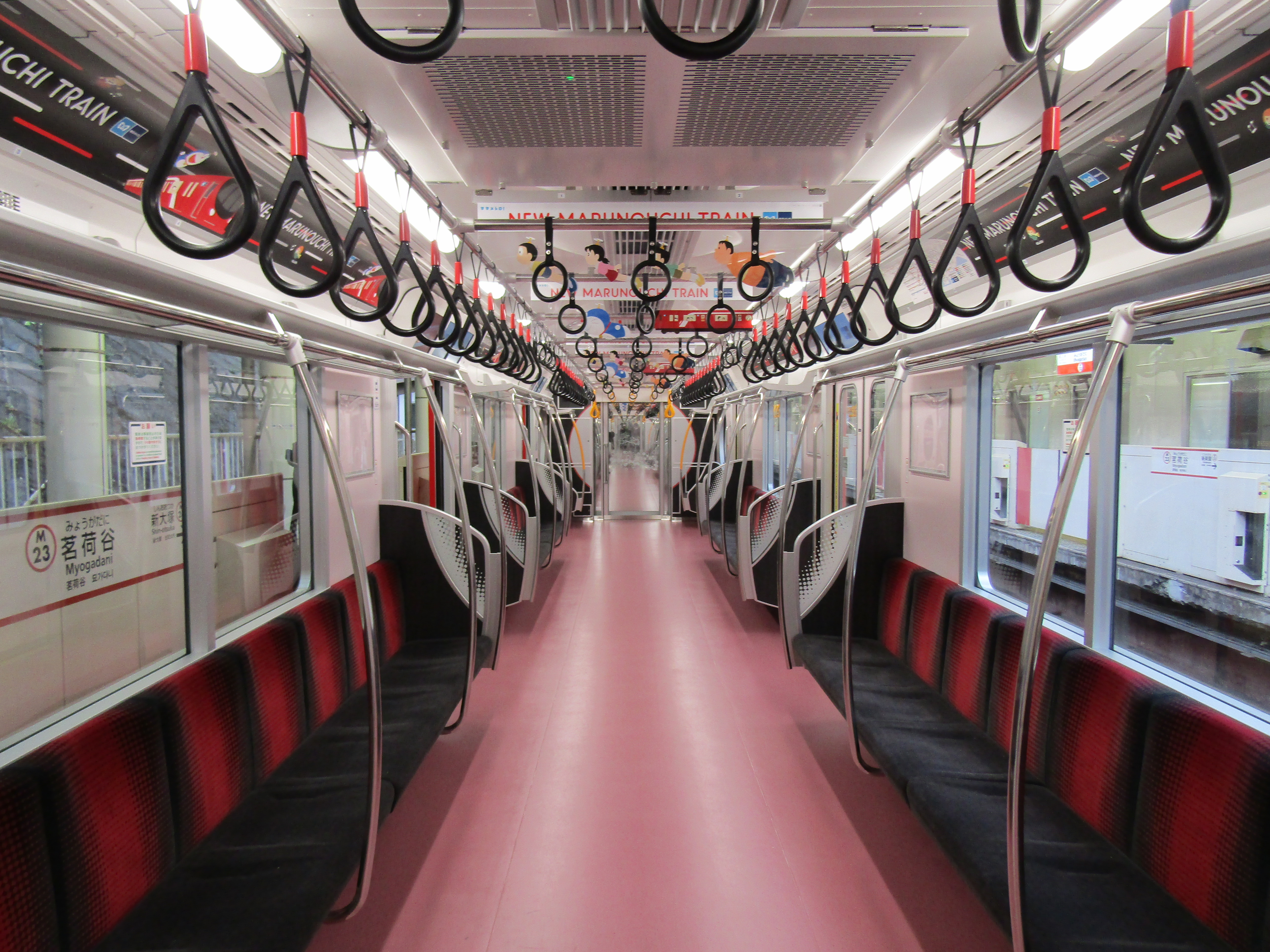
Intérieur de la rame.
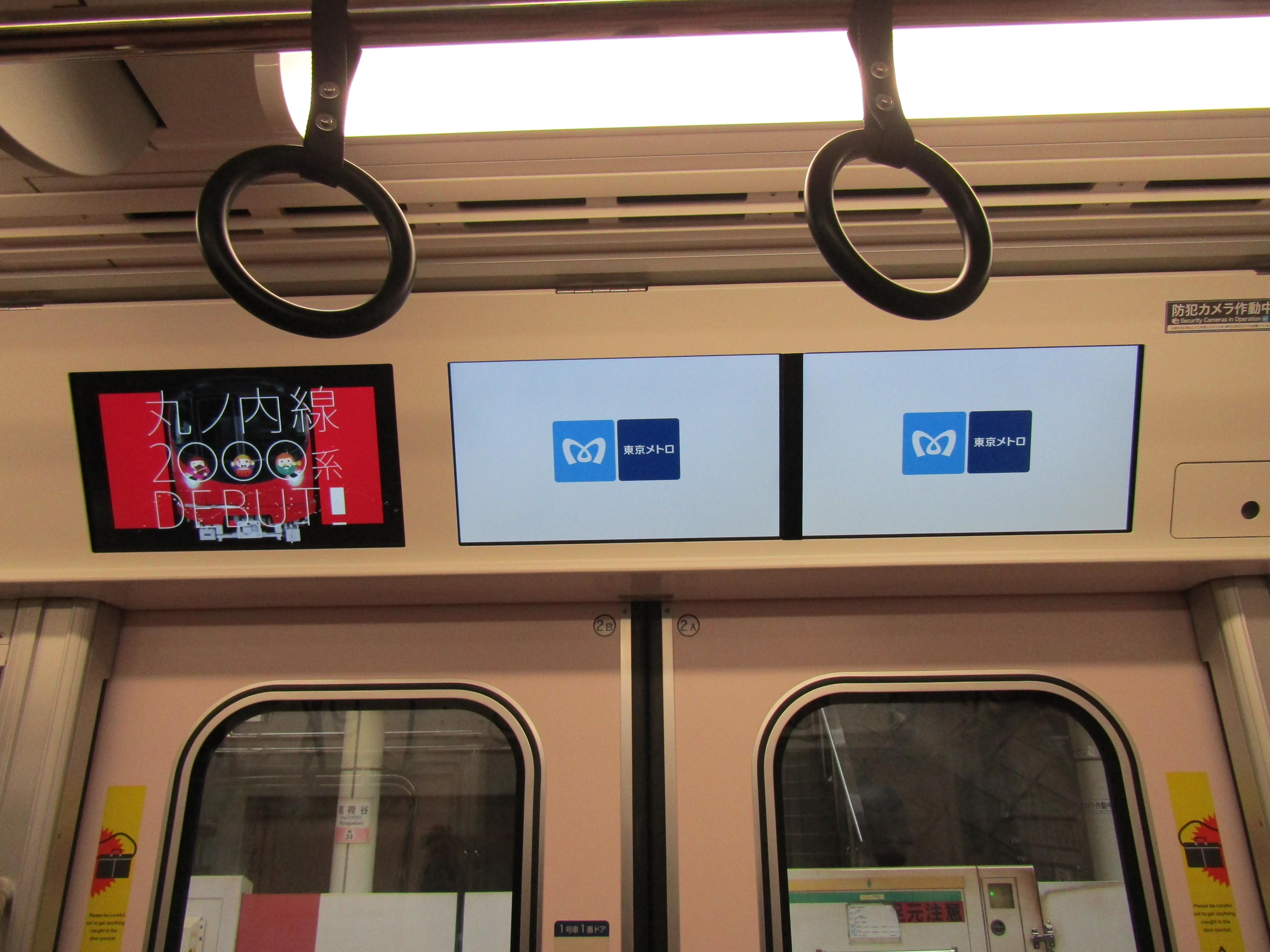
Ecrans d'information voyageurs.
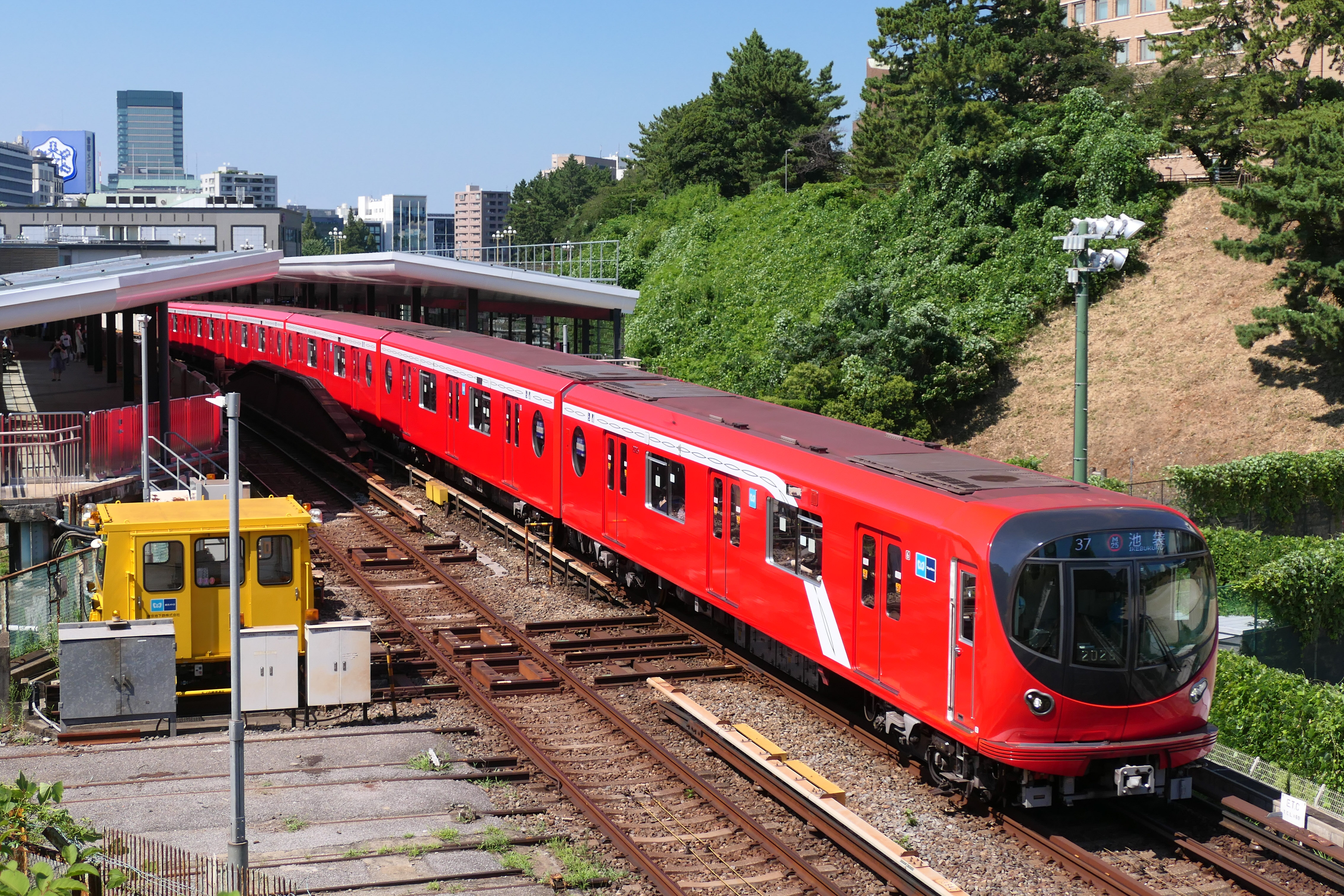
Rame quittant la station Yotsuya